# Campeonato Europeo de Atletismo de 1990

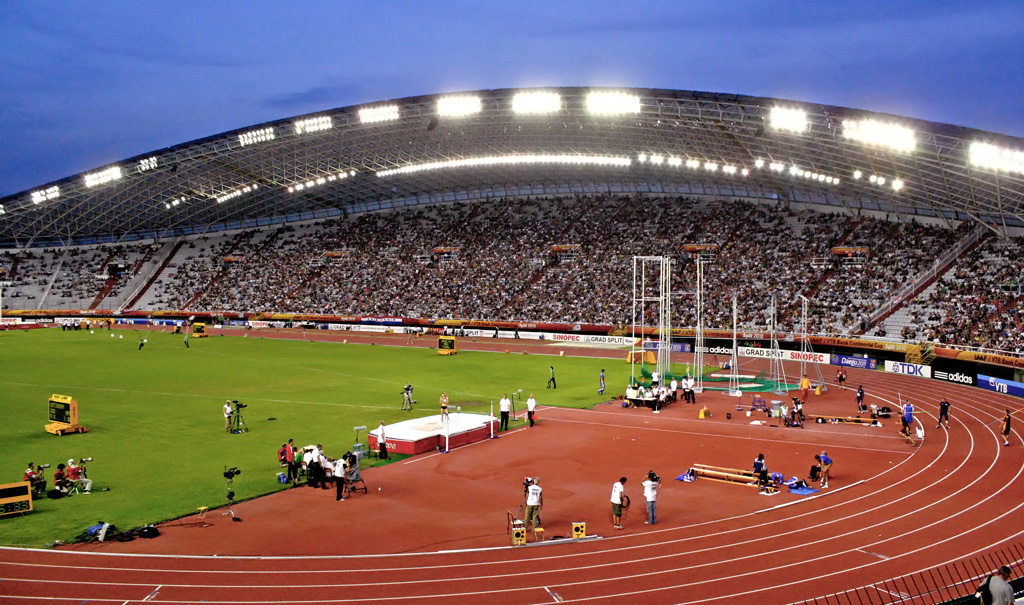
Vista del estadio Poljud en Split.

El XV Campeonato Europeo de Atletismo se celebró en Split (antigua Yugoslavia) entre el 26 de agosto y el 2 de septiembre de 1990 bajo la organización de la Asociación Europea de Atletismo y la Federación Yugoslava de Atletismo.
Las competiciones se llevaron a cabo en el Estadio Poljud de la ciudad yugoslava.

## Resultados

### Masculino
| Evento             | Oro                                                                                | Plata                                                                               | Bronce                                                                                         |
| ------------------ | ---------------------------------------------------------------------------------- | ----------------------------------------------------------------------------------- | ---------------------------------------------------------------------------------------------- |
| 100 m              | Linford Christie Reino Unido 10,00 s                                               | Daniel Sangouma Francia 10,04 s                                                     | John Regis Reino Unido 10,07 s                                                                 |
| 200 m              | John Regis Reino Unido 20,11                                                       | Jean-Charles Trouabal Francia 20,31                                                 | Linford Christie Reino Unido 20,33                                                             |
| 400 m              | Roger Black Reino Unido 45,08                                                      | Thomas Schönlebe República Democrática Alemana 45,13                                | Jens Carlowitz República Democrática Alemana 45,27                                             |
| 800 m              | Tom McKean Reino Unido 1:44,76                                                     | David Sharpe Reino Unido 1:45,59                                                    | Piotr Piekarski · Polonia · 1:45,76                                                            |
| 1.500 m            | Jens-Peter Herold República Democrática Alemana 3:38,35                            | Gennaro di Napoli · Italia · 3:38,60                                                | Mário Silva Portugal 3:38,73                                                                   |
| 5.000 m            | Salvatore Antibo · Italia · 13:22,00                                               | Gary Staines Reino Unido 13:22,45                                                   | Sławomir Majusiak · Polonia · 13:22,92                                                         |
| 10 000 m           | Salvatore Antibo · Italia · 27:41,27                                               | Are Nakkim · Noruega · 28:04,04                                                     | Stefano Mei · Italia · 28:04,46                                                                |
| 110 m vallas       | Colin Jackson Reino Unido 13,18                                                    | Tony Jarrett Reino Unido 13,21                                                      | Dietmar Koszewski Alemania Occidental 13,50                                                    |
| 400 m vallas       | Kriss Akabusi Reino Unido 47,92                                                    | Sven Nylander · Suecia · 48,43                                                      | Niklas Wallenlind · Suecia · 48,52                                                             |
| 3.000 m obstáculos | Francesco Panetta · Italia · 8:12,66                                               | Mark Rowland Reino Unido 8:13,27                                                    | Alessandro Lambruschini · Italia · 8:15,82                                                     |
| 20 km marcha       | Pavol Blažek Checoslovaquia 1:22:05                                                | Daniel Plaza · España · 1:22:22                                                     | Thierry Toutain Francia 1:23:22                                                                |
| 50 km marcha       | Andrei Perlov Unión Soviética 3:54,36                                              | Bernd Gummelt República Democrática Alemana 3:56,33                                 | Hartwig Gauder República Democrática Alemana 4:00,48                                           |
| Maratón            | Gelindo Bordin · Italia · 2:14:02                                                  | Pier Giovanni Poli · Italia · 2:14:55                                               | Dominique Chauvelier Francia 2:15:20                                                           |
| Salto de altura    | Dragutin Topić Yugoslavia 2,34 m                                                   | Alexei Yemelin Unión Soviética 2,34 m                                               | Georgi Dakov Bulgaria 2,34 m                                                                   |
| Salto con pértiga  | Rodion Gataullin Unión Soviética 5,85                                              | Grigori Yegorov Unión Soviética 5,75                                                | Hermann Fehringer · Austria · 5,75                                                             |
| Salto de longitud  | Dietmar Haaf Alemania Occidental 8,25                                              | Ángel Hernández · España · 8,15                                                     | Frans Maas · Países Bajos · 8,00                                                               |
| Salto triple       | Leonid Volochin Unión Soviética 17,74                                              | Khristo Markov Bulgaria 17,43                                                       | Igor Lapchin Unión Soviética 17,34                                                             |
| Peso               | Ulf Timmermann República Democrática Alemana 21,32                                 | Oliver Sven Buder República Democrática Alemana 21,01                               | Georg Andersen · Noruega · 20,71                                                               |
| Disco              | Jürgen Schult República Democrática Alemana 64,58                                  | Erik de Bruin · Países Bajos · 64,46                                                | Wolfgang Schmidt Alemania Occidental 64,10                                                     |
| Martillo           | Igor Astapkovich Unión Soviética 84,14                                             | Tibor Gécsek · Hungría · 80,14                                                      | Igor Nikulin Unión Soviética 80,02                                                             |
| Jabalina           | Steve Backley Reino Unido 87,30                                                    | Viktor Zaitsev Unión Soviética 83,30                                                | Patrik Boden · Suecia · 82,66                                                                  |
| 4 x 100 m          | Francia Max Morinière Daniel Sangouma Jean-Charles Trouabal Bruno Marie-Rose 37,79 | Reino Unido Darren Braithwaite John Regis Marcus Adam, Linford Christie 37,98       | Italia · Mario Longo · Ezio Madonia · Sandro Floris · Stefano Tilli · 38,39                    |
| 4 x 400 m          | Reino Unido Paul Sanders Kriss Akabusi John Regis Roger Black 2:58,22              | Alemania Occidental Klaus Just Edgar Itt Carsten Köhrbrück Norbert Dobeleit 3:00,64 | República Democrática Alemana Rico Lieder Karsten Just Thomas Schönlebe Jens Carlowitz 3:01,51 |
| Decatlón           | Christian Plaziat Francia 8.574 pts.                                               | Deszó Szabó · Hungría · 8.436 pts.                                                  | Christian Schenk República Democrática Alemana 8.433 pts.                                      |

### Femenino
| Evento            | Oro                                                                                              | Plata                                                                                        | Bronce                                                                       |
| ----------------- | ------------------------------------------------------------------------------------------------ | -------------------------------------------------------------------------------------------- | ---------------------------------------------------------------------------- |
| 100 m             | Katrin Krabbe República Democrática Alemana 10,89 s                                              | Silke Möller República Democrática Alemana 11,10 s                                           | Kerstin Behrendt República Democrática Alemana 11,17 s                       |
| 200 m             | Katrin Krabbe República Democrática Alemana 21,95                                                | Heike Drechsler República Democrática Alemana 22,19                                          | Galina Malchugina Unión Soviética 22,23                                      |
| 400 m             | Grit Breuer República Democrática Alemana 49,50                                                  | Petra Schersing República Democrática Alemana 50,51                                          | Marie-José Pérec Francia 50,84                                               |
| 800 m             | Sigrun Wodars República Democrática Alemana 1:55,87                                              | Christine Wachtel República Democrática Alemana 1:56,11                                      | Lilia Nurutdinova Unión Soviética 1:57,39                                    |
| 1.500 m           | Snežana Pajkić Yugoslavia 4:08,12                                                                | Ellen Kiessling República Democrática Alemana 4:08,67                                        | Sandra Gasser · Suiza · 4:08,89                                              |
| 3.000 m           | Yvonne Murray Reino Unido 8:43,06                                                                | Elena Romanova Unión Soviética 8:43,68                                                       | Roberta Brunet · Italia · 8:46,19                                            |
| 10 000 m          | Elena Romanova Unión Soviética 31:46,83                                                          | Kathrin Ullrich República Democrática Alemana 31:47,70                                       | Annette Sergent Francia 31:51,68                                             |
| 100 m vallas      | Monique Ewanje-Epée Francia 12,79                                                                | Gloria Siebert República Democrática Alemana 12,91                                           | Lidia Yurkova Unión Soviética 12,92                                          |
| 400 m vallas      | Tatiana Ledovskaya Unión Soviética 53,62                                                         | Anita Protti · Suiza · 54,36                                                                 | Monica Westen · Suecia · 54,75                                               |
| Maratón           | Rosa Mota Portugal 2:31:27                                                                       | Valentina Yegorova Unión Soviética 2:31:32                                                   | Maria Rebello Lelut Francia 2:35:51                                          |
| 10 km marcha      | Annarita Sidoti · Italia · 44:00                                                                 | Olga Kardopoltseva Unión Soviética 44:06                                                     | Ileana Salvador · Italia · 44:38                                             |
| Salto de altura   | Heike Henkel Alemania Occidental 1,99 m                                                          | Biljana Petrović Yugoslavia 1,96 m                                                           | Elena Yelesina Unión Soviética 1,96 m                                        |
| Salto de longitud | Heike Drechsler República Democrática Alemana 7,30                                               | Marieta Ilcu · Rumania · 7,02                                                                | Helga Radtke República Democrática Alemana 6,94                              |
| Peso              | Astrid Kumbernuss República Democrática Alemana 20,38                                            | Natalia Lisovskaya Unión Soviética 20,06                                                     | Kathrin Neimke República Democrática Alemana 19,96                           |
| Disco             | Ilke Wyludda República Democrática Alemana 68,46                                                 | Olga Burova Unión Soviética 66,72                                                            | Martina Hellmann República Democrática Alemana 66,66                         |
| Jabalina          | Päivi Alafrantti · Finlandia · 67,68                                                             | Karen Forkel República Democrática Alemana 67,56                                             | Petra Felke República Democrática Alemana 66,56                              |
| 4 x 100 m         | República Democrática Alemana Silke Möller Katrin Krabbe Kerstin Behrendt Sabine Günther 41,68   | Alemania Occidental Gabi Lippe Ulrike Sarvari Andrea Thomas Silke Knoll 43,02                | Reino Unido Stephanie Douglas Beverly Kinch Simone Jacobs Paula Thomas 43,32 |
| 4 x 400 m         | República Democrática Alemana Manuela Derr Anett Hesselbarth Petra Schersing Grit Breuer 3:21,02 | Unión Soviética Elena Vinogradova Liudmila Zhigalova Elena Rusina Tatiana Ledovskaya 3:23,34 | Reino Unido Sally Gunnell Jennifer Stoute Pat Beckford Linda Keough 3:24,78  |
| Heptatlón         | Sabine Braun Alemania Occidental 6.688 pts.                                                      | Heike Tischler República Democrática Alemana 6.572 pts.                                      | Peggy Beer República Democrática Alemana 6.531 pts.                          |

## Medallero
| Núm. | País           | Oro | Plata | Bronce | Total |
| ---- | -------------- | --- | ----- | ------ | ----- |
| 1    | RDA            | 12  | 12    | 10     | 34    |
| 2    | Reino Unido    | 9   | 5     | 4      | 18    |
| 3    | URSS           | 6   | 9     | 6      | 21    |
| 4    | Italia         | 5   | 2     | 5      | 12    |
| 5    | Francia        | 3   | 2     | 5      | 10    |
| 6    | RFA            | 3   | 2     | 2      | 7     |
| 7    | Yugoslavia     | 2   | 1     | 0      | 3     |
| 8    | Portugal       | 1   | 0     | 1      | 2     |
| 9    | Checoslovaquia | 1   | 0     | 0      | 1     |
| 9    | Finlandia      | 1   | 0     | 0      | 1     |
| 11   | España         | 0   | 2     | 0      | 2     |
| 11   | Hungría        | 0   | 2     | 0      | 2     |
| 13   | Suecia         | 0   | 1     | 3      | 4     |
| 14   | Bulgaria       | 0   | 1     | 1      | 2     |
| 14   | Noruega        | 0   | 1     | 1      | 2     |
| 14   | Países Bajos   | 0   | 1     | 1      | 2     |
| 14   | Suiza          | 0   | 1     | 1      | 2     |
| 18   | Rumania        | 0   | 1     | 0      | 1     |
| 19   | Polonia        | 0   | 0     | 2      | 2     |
| 20   | Austria        | 0   | 0     | 1      | 1     |
|      | TOTAL          | 43  | 43    | 43     | 129   |